# Viridispora fragariae
Viridispora fragariae är en svampart som först beskrevs av Ts. Watan., och fick sitt nu gällande namn av Samuels & Rossman 1999. Viridispora fragariae ingår i släktet Viridispora och familjen Nectriaceae.   Inga underarter finns listade i Catalogue of Life.